# Ephyrodes omicron
Ephyrodes omicron là một loài bướm đêm trong họ Erebidae.